# Гэ Баоцюань
Гэ Баоцюа́нь (кит. трад. 戈寶權, упр. 戈宝权, пиньинь Gē Bǎoquán; 15 февраля 1913, Цзянсу, Китайская Республика — 15 мая 2000, Нанкин, Цзянсу, Китай) — китайский литературовед, критик, журналист и переводчик с русского языка.

## Биография
Родился 15 февраля 1913 года в уезде Дунтай провинции Цзянсу в семье школьного учителя, учился в Шанхае. С 1935 по 1937 год работал в качестве корреспондента оппозиционной либеральной газеты «Дагунбао» в Москве, а также в еженедельнике «Синьшэн» (Новая жизнь) и журнале «Знания о мире». После победы КПК в Гражданской войне в Китае вступил в партию и получил должность заместителя генерального секретаря общества советско-китайской дружбы.
Наиболее известные работы: «Лу Синь и Советский Союз», «Беседы о Советском Союзе», «Очерк советской литературы». Также написал много статей о творчестве Пушкина, Чехова, Горького, Ивана Франко и других русских писателей, а также о Рудаки, болгарской революционной поэзии и так далее. Перевёл на китайский язык произведения многих классиков русской литературы, в том числе Пушкина, Лермонтова, Некрасова, Маяковского, Горького, Исаковского и других. В 1987 году стал почётным доктором Московского университета.
Скончался 15 мая 2000 года в Нанкине в возрасте 87 лет, завещав своё тело медицине.

## Награды
- Орден Дружбы народов (1 марта 1988, СССР) — «за большой вклад в укрепление советско-китайского культурного сотрудничества, заслуги в популяризации русской и советской литературы и в связи с семидесятилетием со дня рождения»[5].